# Несторовичи
Несторовичи (пол. Nestorowicz) — дворянский род герба Побог.
Проживали в прежнем Краковском Воеводстве, из коих Казимир Несторович, Ловчий Саноцкий, в 1763 году владел деревнею Шарковкою.